# 勝利站 (平壤市)
勝利站（朝鲜语：／ Sŭngni yŏk */?）是朝鲜平壤地铁千里马线的一个车站，于1973年9月6日随1号线一同启用启用。

## 车站周边
朝鮮民主主義人民共和国首都的国家象征许多都位于此站附近，包括金日成广场。此外，本站也十分邻近大同江。
- 金日成广場　-世界各地电视经常出现的朝鲜軍事阅兵画面所在地。
- 地下商店　-地下的商店街
- 人民大學習堂
- 朝鮮劳动党1号建筑
- 俄罗斯大使館
- 萬壽臺藝術劇場
- 平壤第一百貨店
- 崇灵殿（壇君東明王的祭祀殿）、崇仁殿
- 平壤学生少年宮殿
- 玉流橋（主体思想塔、朝鮮纪录片撮影所、金日成高級党校、平壤保齡球館）
- 錬光亭
- 大同門
- 大同門映畫館
- 朝鮮民俗博物館
- 外交部建筑
- 朝鮮中央歴史博物館
- 朝鮮美術博物館
- 大同江饭店
- 女性会館